# Любовный менеджмент
«Любовный менеджмент» (англ. Management) — комедия 2008 года о том, что в поисках любимой можно исколесить всю страну. В главной роли — Дженнифер Энистон.

## Сюжет
Сью, увлекающаяся картинными галереями, живёт одна и в своё удовольствие. Её хобби и работа — снабжать гостиницы и мотели предметами искусства. Именно за этим занятием её находит симпатичный менеджер Майк. Любовь вспыхивает с первого взгляда, но девушка не спешит раскрывать объятий. Что остаётся влюблённому парню? Только броситься вслед за любимой по всей стране…

## В ролях
- Дженнифер Энистон — Сью
- Стив Зан — Майк
- Марго Мартиндейл — Триш
- Фред Уорд — Джерри
- Джеймс Хироюки Лиао — Эл
- Вуди Харрельсон — Джанго

## Интересные факты
- Съёмки проходили в Портленде, штат Орегон, США с октября по ноябрь 2007 года.
- Премьера состоялась в сентябре 2008 года.
- При просмотре детям до 17 лет обязательно присутствие родителей.
- Дженнифер Энистон является ещё и продюсером фильма.
- Вуди Харрельсон снялся в небольшой роли возлюбленного Дженнифер Энистон.
- В фильме Стив Зан исполнил песню под названием «Feel Like Makin' Love».
- Дженнифер Энистон и Стив Зан снимались ранее в фильме «Объект моего восхищения».